# Famille de Boisot
Pour les articles homonymes, voir Boisot.
La famille de Boisot est une famille éteinte de la noblesse des Pays-Bas originaire de Dijon. Elle fut importante par ses alliances, notamment dans le milieu lignager bruxellois.

## Histoire
Ses origines se trouvent en Bourgogne : d'un certain Jacques Boisot qui fut, au XVe siècle, notaire à Dijon. Ses descendants s'établirent à Bruxelles. Plusieurs membres étaient chargés de la Cour impériale des Pays-Bas, notamment comme Trésorier de la Toison d'Or ou des charges de haute finance et de guerre.
Leur patrimoine était considérable: Pierre Boisot, chevalier, possédait plusieurs seigneuries, notamment celles de Huysingen et Buysinghen, Ruart, Eysinghen, Tourneppes, etc.

## Filiation
- Pierre Boisot, seigneur de Huysinghen: trésorier-général marié à  Louise de Tisnacq
  - Louise Boisot, mariée à Léonard de Taxis (1522-1612)
  - Charles Boisot, seigneur de Huysinghen et trésorier de la Toison d'Or
  - Louis de Boisot (+1576), amiral de Hollande.

## Armes
de sable à trois annelets d'argent, posés 2 et 1.- au chef palé, d'or & d'azur de quatre pieces.